# Gustav-Adolf von Nostitz-Wallwitz
Gustav-Adolf von Nostitz-Wallwitz (11 de julio de 1898-31 de mayo de 1945) fue un general en la Wehrmacht de la Alemania Nazi durante la II Guerra Mundial.

## Biografía
Gustav Adolf nació en el seno de una rama colateral de la antigua y noble Casa de Nostitz, como el hijo de Max von Nostitz-Wallwitz (m. 1911), Oberstleutnant, y de su esposa, Helene von Minckwitz (m. 1945).  Fue condecorado con la Cruz de Caballero de la Cruz de Hierro. Nostitz-Wallwitz fue herido en marzo de 1945 en la bolsa de Heiligenbeil, y fue evacuado a un hospital en Eckernförde y murió el 31 de mayo de 1945.

## Condecoraciones
- Cruz Alemana en Oro el 1 de diciembre de 1941 como Oberstleutnant en el Artillerie-Regiment 1[2]
- Cruz de Caballero de la Cruz de Hierro el 12 de junio de 1944 como Oberst y comandante del Panzer-Artillerie-Regiment 89[3]